# CCTV-6
CCTV-6 est la sixième chaîne de télévision nationale de la République populaire de Chine. Elle appartient au réseau de la Télévision centrale de Chine (en mandarin 中国中央电视台, en anglais CCTV pour China Central Television ), une société dépendante du Conseil d'État de la République populaire de Chine, l'une des principales instances gouvernementales du pays.
Cette chaîne fut lancée le 1er janvier 1996 sur le câble chinois. Elle se consacre à la diffusion de films, notamment de productions nationales ou issues du continent asiatique, sans négliger pour autant le cinéma international. Les œuvres proposées vont du cinéma de divertissement aux films d'animation. On retrouve ainsi à l'antenne certains films occidentaux traduits ( 译制片 ) ou des productions spéciales ( 题片 ).